# 丹·布卡廷斯基
丹·布卡廷斯基（英語：Dan Bucatinsky，1965年9月22日—）是美國的一位演員、作家和製作人。他在電視劇醜聞中出演James Novak角色。他出生在紐約的一個猶太人家庭。